# Topographie spéléologique

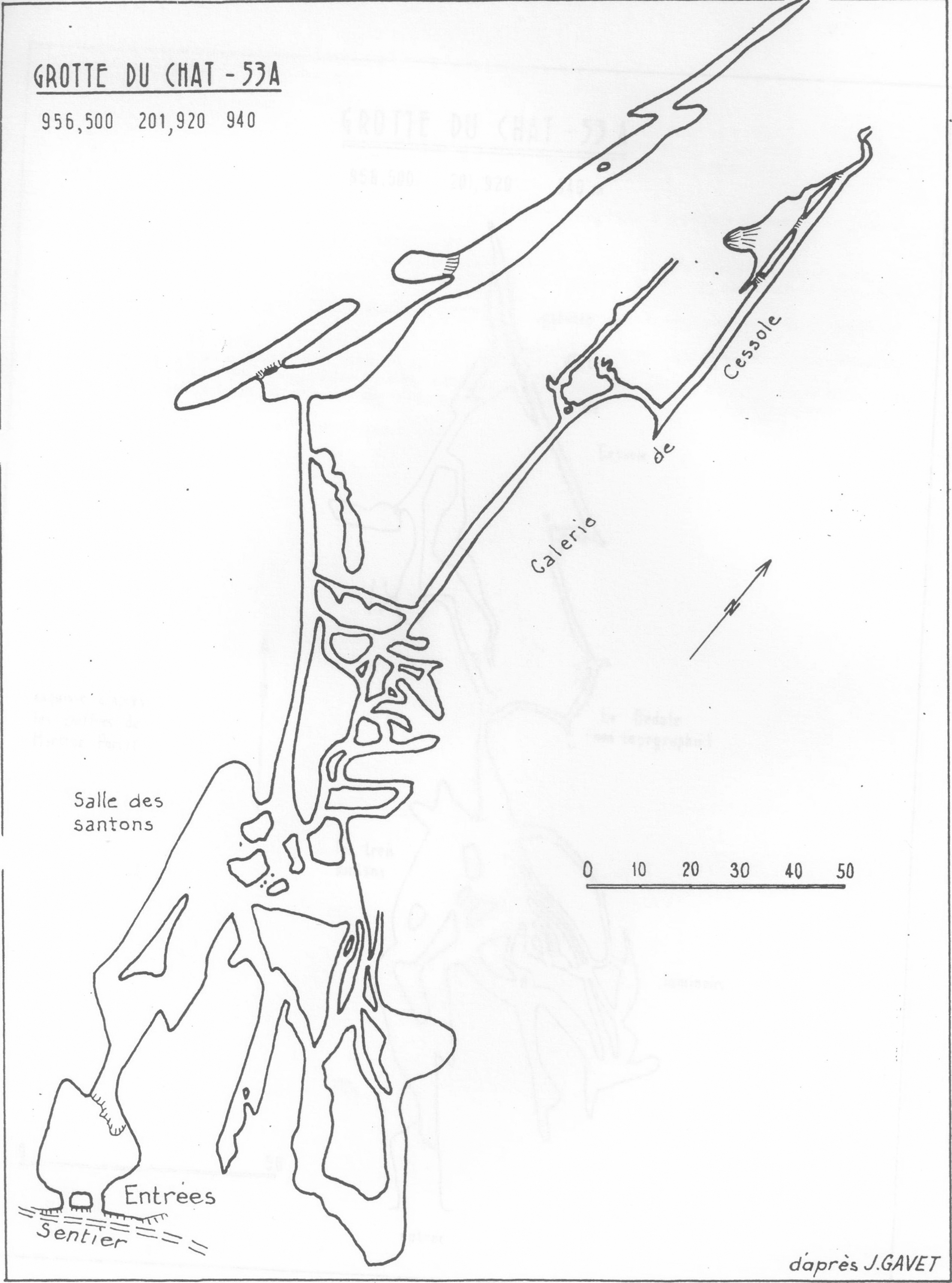
Plan de la grotte du Chat à Daluis (Alpes-Maritimes, France).

La topographie spéléologique est la description graphique d'une cavité et des éventuels travaux d'aménagement qui y ont été faits par les hommes qui les ont fréquentées, parmi lesquels les spéléologues modernes.
Elle permet de garder une trace écrite et exploitable de la cavité. Sans cela, une cavité ne serait qu'un point sur une carte ou un récit précaire.
Grâce aux mesures faites sous terre, les spéléologues établissent un plan et une coupe qui déterminent les caractéristiques de base de la cavité, en ce qui concerne le développement (longueur) et le dénivelé. Sur ces plans de base peuvent figurer d'autres informations selon la cavité : écoulements d'eau, courants d'air, concrétions, géologie, aménagements anthropiques, etc.

## Utilisation des topographies

### Pour la spéléologie
Dans un premier temps la topographie sert à visualiser la progression des spéléologues qui découvrent la cavité pour la première fois. La topographie a alors valeur de publication scientifique pour présenter et répertorier leurs travaux. 
En dehors du domaine spécifique de l'exploration, la topographie répond à plusieurs besoins : 
- permettre l'orientation du spéléologue sur un plan. Certains réseaux souterrains étant relativement vastes, le risque de se perdre existe ;
- préparer une sortie en visualisant les obstacles à franchir. La topo sert alors de feuille de route ; elle aide notamment à préparer les longueurs de cordes nécessaires à une progression sécurisée ;
- trouver un emplacement pour établir un bivouac ou un refuge en cas de montée des eaux ;
- mettre en évidence des liaisons possibles entre plusieurs cavités voisines ;
- permettre le positionnement et la désobstruction en surface d'une éventuelle entrée supplémentaire de cavité ;
- en relation avec les archéologues, anthropologues et paléontologues, établir des plans de positionnement des différents restes humains, animaux et des artefacts découverts.

### Dans le domaine public
Dans le registre des sciences de la terre, les topographies souterraines ont deux domaines d'application principaux : la géologie et l'hydrogéologie. 
Dans le cas de la géologie l'orientation d'une cavité définit souvent l'orientation de failles et de différents pendages. La cavité agissant comme un forage naturel, on peut établir des coupes stratigraphiques précises en se fondant sur les topographies souterraines. 
En hydrogéologie, l'utilisation des topographies souterraines répond souvent à un besoin en eau potable des collectivités. Dans ce cas les topographies sont utilisées pour positionner les captages dans un vide karstique au plus proche de l'aquifère, ainsi que des périmètres de protection pour les sources. 
En outre, les fouilles archéologiques et paléontologiques souterraines utilisent la topographie pour indiquer la position des objets découverts. 
Enfin, à titre ponctuel, les topographies souterraines sont également utilisées dans les travaux publics, notamment dans les études préliminaires à la définition des tracés de voies ferrées, voies routières ou d'ouvrages enterrés (gazoduc, oléoduc, aqueduc, etc.).

## L'exécution des relevés

### Le matériel indispensable
L'outil de base du topographe souterrain est la boussole ou le compas de relèvement. De nombreux modèles existent dans le commerce, de la simple plaquette de poche au compas de précision, les prix variant en conséquence, mais la plupart de ces engins sont inadaptés à un usage intensif sous terre. Certains sont trop sensibles aux chocs, d’autres pas assez lisibles dans l’obscurité, d’autres encore, à l’étanchéité douteuse, ne supportent pas l’immersion prolongée dans l’eau ou le contact avec la boue liquide. Le choix est donc difficile, mais les compas plaquettes suédois, peu coûteux car destinés initialement à la course d'orientation sont robustes, précis, étanches, peu sensibles à la glaise, légers et discrets et semblent donc donner satisfaction. Les plans dressés avec ces instruments supportent honorablement la comparaison avec les relevés officiels effectués par des spécialistes, pourtant équipés d’un matériel bien plus onéreux.

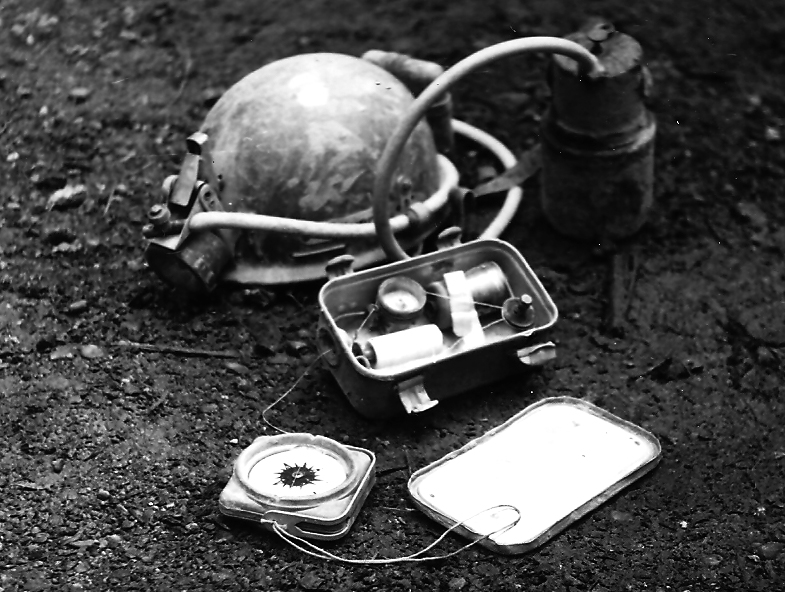
Topofil et boussole Chaix de type Reconnaissance. Matériel topographique utilisé en 1979 lors de l'exploration du gouffre de Mont Caup, Générest, Hautes-Pyrénées, France.

Le reste de l'équipement se compose d'un mesureur à fil perdu (par exemple Topofil (C)) ou, à défaut, d’un ruban métreur d'une cinquantaine de mètres, si possible en plastique, d'un carnet de topographie, d'un crayon à papier à mine robuste et d'un clinomètre pour la mesure des angles de dénivellation. L'ensemble de ces matériels est rangé dans une petite trousse en forte toile que l’on peut porter autour du cou. 
Depuis quelques années, un appareillage électronique est venu supplanter les systèmes de mesures classiques dans bien des situations de topographie souterraine. Il s'agit d'utiliser un télémètre laser modifié pour en augmenter la précision (pour les mesures d’inclinaison et les visées dites "d'habillage" en particulier) couplé à un ordinateur de poche servant de terminal (tablette tactile, smartphone ou PDA) sur lequel est installé un logiciel compatible. Les deux appareils communiquent entre eux par Bluetooth et ainsi les données sont recueillies, les transformations trigonométriques effectuées et les tracés des squelettes du plan et de la coupe projetée dessinés en temps réel pendant le relevé topographique. Le dessin du contour de la cavité comme les notes décrivant les visées peuvent être saisies en direct sur le terminal par le spéléologue. Cet appareillage demande un savoir-faire particulier et un étalonnage précis pour limiter les erreurs de mesure. Il est de plus relativement fragile et doit donc à être utilisé avec précautions. En contrepartie, les relevés sont plus rapides et cette technique apporte une précision et un confort de mesure incomparables.

### Les relevés
La méthode la plus couramment utilisée sous terre est la « procédure indirecte » ou « goniométrique ». Elle consiste, en permanence au cours de l’expédition, à consigner par écrit caps, distances, inclinaison et profils de galeries dans un petit carnet. Le plan définitif de la cavité ne sera établi qu’au retour en surface, à partir des notes prises sous terre. Un plan et une coupe simples pourront être établis automatiquement sous terre lors de l'emploi d'un télémètre laser couplé à un terminal : ils serviront ensuite de base au travail de dessin définitif. 

#### Relevés d'azimuts et de distances
En mathématique, une ligne courbe est assimilable à une série de segments de droites mis bout à bout. Il en va de même en topographie. Le parcours sinueux d'une galerie peut être divisé en portions de droites dont il est très facile de mesurer l'azimut magnétique à la boussole, la longueur avec le topofil ou le mètre ruban, et la pente à l’aide d’un clinomètre. Ces données, complétées par de petits croquis de la morphologie des conduits, sont soigneusement portés sur le carnet de topographie pour être exploités ensuite en surface.
Attention, toutefois, aux particules de fer contenus dans certains calcaires et dont la présence au cœur de la roche peut engendrer des erreurs dans les relevés de caps magnétiques. La pratique systématique de la visée inverse (visée de contrôle) permet de se prémunir contre ce risque insidieux. Le problème est identique quel que soit le type d'appareillage utilisé : compas ou télémètre laser.
Le principe est assez simple : si, par exemple, un segment de galerie est orienté au cap 205, une visée inverse effectuée à l'extrémité opposée du segment devra donner un cap inverse au 205. Si le cap inverse mesuré diffère de cette valeur, il existe sans doute à cet endroit une anomalie magnétique suffisamment importante pour fausser les mesures. Dans ce cas, à moins de bénéficier de connaissances étendues pour apprécier l'importance du phénomène et en corriger les effets par le calcul, le seul recours consiste à travailler, non plus avec la boussole, désormais inefficace, mais avec un théodolite dont le principe repose sur la mesure des angles. C'est là une technique d'exception, généralement réservée aux spécialistes.

#### Relevés de dénivellations
En plus des relevés d’azimuts, il convient également de mesurer la pente des galeries à topographier. Pour chaque segment de droite, on relèvera donc au clinomètre les angles de pente en utilisant l'horizontale comme référence. L’unité retenue est généralement le degré, mais certains topographes travaillent encore avec des grades ou degrés centésimaux. Par convention, dans le sens entrée vers fond de la cavité, les descentes sont considérées comme des pentes négatives et les angles correspondants sont affublés du signe « - », alors qu'à l’inverse, les angles des montées sont notés « + ».
Il existe dans le commerce des clinomètres spécialisés, mais on peut en fabriquer un soi-même avec une grande facilité. Un simple rapporteur convenablement lesté dans le sens vertical, articulé sur une règle plane peut faire l'affaire, malgré une certaine fragilité. D'autres fabrications plus élaborées donnent plus de satisfactions. 
L’ensemble des données de pente et de distance permettront, grâce à de simples calculs trigonométriques, de déterminer avec précision la longueur exacte sur le plan d’une galerie ou d’un segment de galerie topographié, ainsi que son dénivelé.

#### Relevés des profils caractéristiques
Lorsque l'on dresse le plan de la cavité, les mesures effectuées dans les segments de galeries ne suffisent pas à donner une image réaliste du réseau. Le dessin définitif devra, suivant les cas (vue de dessus ou de côté), comporter des indications de largeurs et de hauteurs, ainsi que les profils caractéristiques des galeries visitées. Dans chaque segment, il faudra donc porter ces indications sur le carnet de topographie et les prendre en compte lors du travail final sur papier.
Ces données complémentaires indispensables seront saisies au clavier virtuel ou au stylet dans le cas de l'utilisation d'un terminal couplé à un télémètre.

## Le carnet de topographie
Un carnet de topographie bien tenu comportera donc impérativement les rubriques suivantes pour chaque segment de galerie : identification du segment, longueur du segment mesurée sur le sol, azimut magnétique du segment, angle de dénivellation, largeurs caractéristiques en divers points du segment, hauteurs caractéristiques en divers points du segment.
Ces informations pourront être complétées par des croquis représentant la section de la galerie en certains points remarquables du segment considéré. Si le spéléologue utilise un terminal couplé à un télémètre laser (comme le DistoX2 par exemple) il pourra dessiner ces détails directement sur l'écran tactile de son appareil dans les onglets plan et coupe. Certains logiciels lui permettront aussi d’ajouter des symboles pour identifier ces points de repère ou détails utiles : concrétions particulières, étroitures, blocs, gours, zones boueuses etc. 

## Le travail en salle
Tous les relevés consignés dans le cahier de topographie lors de la descente vont permettre d'établir un plan en vue de dessus (le plus utilisé) et une représentation en vue de côté, généralement orientée dans le sens du plus grand développement. Ces dessins seront enrichis de croquis représentant les profils caractéristiques des galeries.
L’orientation des conduits devra sans doute être corrigée car tous les caps relevés lors de l’exploration de la grotte ont été mesurés avec une boussole par rapport au nord magnétique. En bien des endroits, ce dernier diffère sensiblement du nord géographique, la seule référence universelle en topographie. Le dessin final devra tenir compte de cette réalité et, si l’on veut effectuer un travail soigné, il faudra convertir les caps magnétiques en caps géographiques en leur ajoutant ou retranchant selon le cas la valeur de la déclinaison magnétique terrestre effective lors des relevés.
Dans le cas d'une topographie assistée par télémètre laser / terminal informatique, cette correction est à entrer dans la fiche cavité du logiciel avant de commencer les visées, il en est de même pour les coordonnées du point d'entrée de la cavité. Le tracé automatisé du plan n'en sera que plus précis.

### Le recours aux logiciels spécialisés

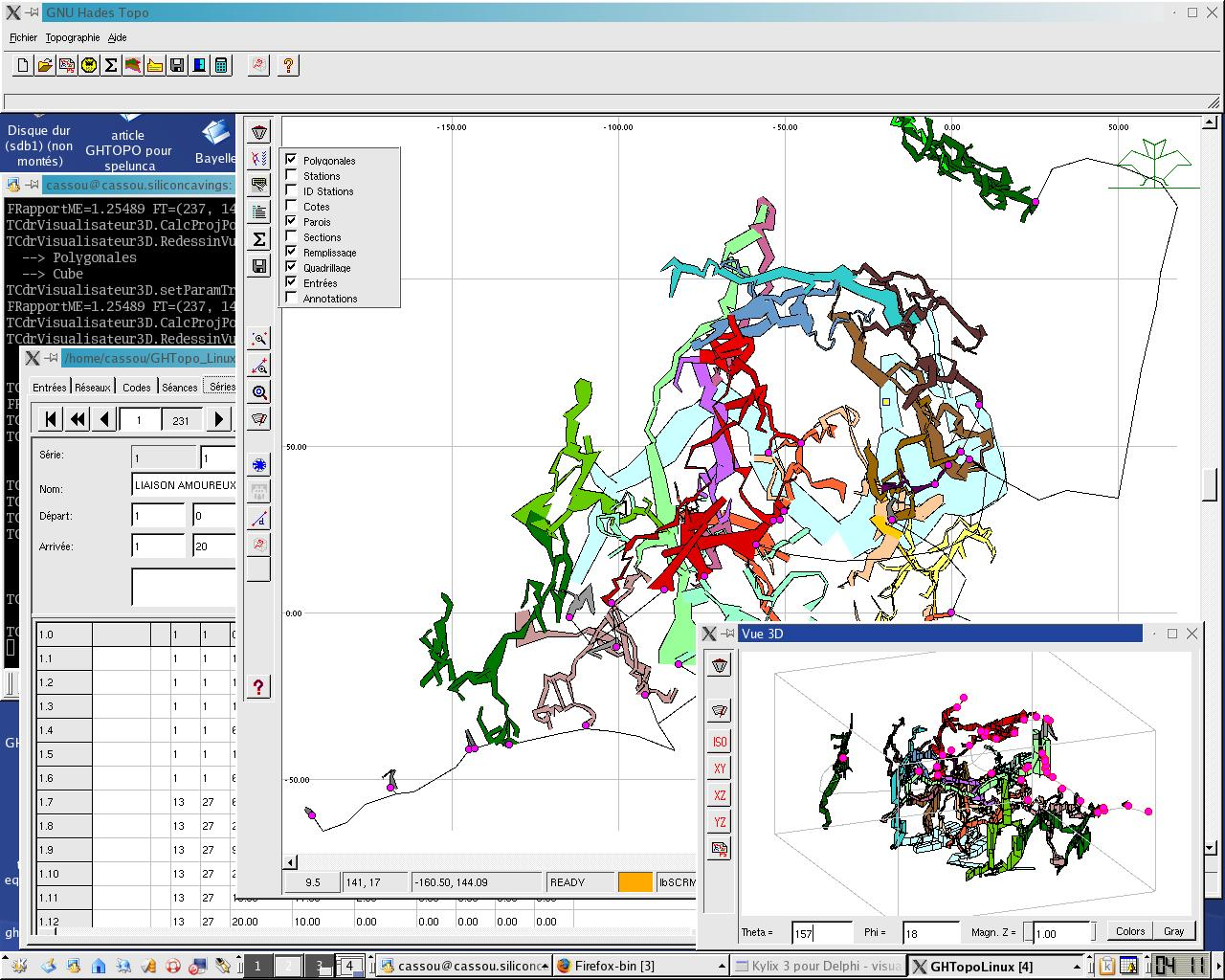
Logiciel GHTopo.

Le dessin en salle permet de dresser à peu de frais des plans très représentatifs des cavités visitées, mais cela demande beaucoup de temps et c’est sans doute pour cette raison que certains spéléologues font appel à l’informatique pour réaliser la mise au net de leurs données topographiques. De nombreux logiciels de qualité existent et sont couramment utilisés.
Au retour d’expédition, il faut injecter dans le logiciel les données relevées sous terre et consignées dans le carnet de topographie. Cette opération s’effectue généralement dans une grille de saisie. Chaque point remarquable du réseau pourra bénéficier d’un commentaire particulier, et la description de la cavité sera encore plus réaliste si les commentaires sont complétés par des photos numérisées des différentes salles et galeries. 
Une fois les données saisies, le logiciel effectue tous les calculs nécessaires et propose, au choix, un plan filaire, une coupe perpendiculaire à l’axe de vision (paramétrable), une coupe développée étirant toutes les galeries dans le même plan pour évaluer les distances de progression, un diagramme d’orientation générale des galeries, une animation circulaire, une animation 3D et, sous certaines conditions (saisies supplémentaires), une présentation des coupes de galeries.
Il existe de nombreux logiciels de topographie souterraine assistée par ordinateur, dont certains précurseurs ont jadis connu la  notoriété mais sont, en 2021, obsolètes ; c'est le cas de Toporobot, développé par Martin Heller, dont la source n'est plus mise à jour depuis 2007 mais qui a inspiré ultérieurement de nouveaux produits (cf. infra : GHTopo).
Parmi les logiciels en français, citons :
- Auriga[2], écrit par Luc Le Blanc.
- Visual Topo[3], écrit par Éric David, très utilisé en France.
- GHTopo[4], écrit par Jean-Pierre Cassou, entièrement compatible avec Toporobot. Ce logiciel comporte un module de dessin (GHCaveDraw), dont le format texte des données est un langage, qui suit les déplacements de la polygonale calculée par GHTopo.

- Cyber Topo[5], écrit par Éric Sibert.
- Topo Calc'R[6], écrit par Jean-Paul Héreil. Outre la saisie et le calcul des topographies, ce logiciel permet le dessin de l'habillage à l'écran, évitant ainsi le recours à des logiciels de dessin. Il génère différents types de reports, dont la visualisation dans Google Earth.
- DPTopo[7], écrit par David Pujol.
- Karto.
- etc.

D'autres logiciels majoritairement anglophones sont aussi apparus en tirant profit du système open source Survex (en), développé par Olly Betts en langage C++. Ces logiciels ont la particularité de générer automatiquement les rendus LRUD (« Gauche Droite Haut Bas ») à partir des croquis terrain, évitant ainsi la phase de finalisation sur des logiciels tiers tel qu'Illustrator. La plupart de ces logiciels de topographie spéléo ont ajouté une interface utilisateur simple ; citons entre autres :
- Thérion[8] développé par Martin Budaj et Stacho Mudrák qui bénéficie d'une documentation francophone[9].
- Tunnel[10] utilisant une interface Java.
- Walls[11] utilisé principalement au Texas.
- CaveRenderPro[12], un logiciel allemand complet utilisant la plateforme Java 8. Il est  développé et mis à jour[13] par Jochen Hartig et disponible en version française.

En cas d'emploi d'un télémètre laser, d'autres logiciels sont utilisés suivant que le terminal fonctionne sous Androïd ou sous Windows Mobile. Ces logiciels sont généralement compatibles à l'exportation avec plusieurs des logiciels cités ci-dessus afin de pouvoir continuer le travail avec le PC de bureau. Le logiciel du terminal permet alors d’exporter les données de mesures commentées ainsi que les coupes et plans générés automatiquement vers le programme de topographie. On peut utiliser par exemple :
- PocketTopo[14], pour PDA ou tablettes sous Windows écrit par Beat Heeb
- TopoDroïd[15], pour tablettes ou Smartphone sous Androïd écrit par Marco Corvi. L'application Cave3D, du même auteur, complète TopoDroid en offrant une visualisation 3D des cavités topographiées.

## Fiche d'équipement
Le résultat de tous ces travaux est ce que le spéléologue appelle « la topo », qui contient a minima la localisation de la cavité et sa description graphique (en plan et en coupe développée). D'autres informations sont utiles et importantes pour le bon déroulement du parcours souterrain : la difficulté, le temps de visite, une description du cheminement avec les points remarquables (par exemple « à la base du puits, empruntez la galerie étroite qui part sous un gros bloc, puis, immédiatement à droite, la cheminée montante... ») et, si nécessaire, une fiche d'équipement.  
Cette fiche d'équipement liste de manière succincte le matériel à emporter ; par exemple : C 15, désigne une corde de 15 mètres pour équiper un P 10 (puits de 10 mètres).
La fiche d'équipement précise aussi le nombre et le type de points d'amarrages déjà présents en paroi, ce qui permet au spéléologue de préparer le matériel nécessaire à la visite d'une cavité déjà prééquipée (mousquetons, plaquettes, sangles, cordes, étriers, etc.).